# You'll See
You'll See è un singolo della cantautrice statunitense Madonna, uscito nell'ottobre del 1995, primo estratto dalla raccolta di ballate Something to Remember.

## Il brano
Una versione in lingua spagnola del brano, dal titolo Verás, è stata inclusa nell'edizione destinata all'America Latina di Something to Remember.
Junior Vasquez ha prodotto un remix non ufficiale del brano.
Il soprano inglese Keedie ha eseguito una cover del brano nel suo album I Believe My Heart. Anche la cantante Shirley Bassey ne ha cantato una cover nel suo album The Show Must Go On.
Il brano è stato eseguito live per la prima volta durante la trasmissione televisiva britannica Top of the Pops il 2 novembre 1995. Il brano non ha mai fatto parte della scaletta fissa di alcun tour della cantante ma è stato eseguito in alcuni spettacoli nordamericani del Drowned World Tour 2001.

## Il singolo
"You'll See", ha avuto un enorme successo in tutte le classifiche mondiali, arrivando alla posizione n.6 della Billboard Hot 100, n.2 in Canada, Finlandia e Sudafrica, n.1 in Giappone e, grazie alla versione spagnola "Veras", raggiunse il primo posto in Spagna e nei paesi del sudamerica. Inoltre entrò in molte top 10 europee: Uk, Italia, Austria, Svizzera, Svezia e la Eurochart Hot 100 Singles.

## Il video
Il video prodotto per "You'll See" è il sequel del precedente video Take a Bow ed è stato diretto come quest'ultimo da Michael Haussman. Madonna è mostrata in viaggio in Spagna, con indosso abiti Versace ed ancora alle prese con il Torero (Emilio Muñoz) del video di "Take a Bow". Il video è stato girato dal 21 al 24 ottobre 1995 ai Pinewood Studios a Londra mentre Madonna era impegnata nella registrazione della colonna sonora di Evita. Il video è stato trasmesso per la prima volta su MTV il 2 novembre 1995.

## Classifiche
| Classifica (1995/1996) | Posizione massima |
| ---------------------- | ----------------- |
| Australia              | 9                 |
| Austria                | 5                 |
| Belgio (Fiandre)       | 45                |
| Belgio (Vallonia)      | 11                |
| Canada                 | 2                 |
| Finlandia              | 2                 |
| Francia                | 24                |
| Italia                 | 6                 |
| Paesi Bassi            | 20                |
| Nuova Zelanda          | 17                |
| Polonia                | 1                 |
| Svezia                 | 6                 |
| Svizzera               | 8                 |
| Regno Unito            | 5                 |
| Stati Uniti            | 6                 |

### Classifiche di fine anno
| Classifica (1995) | Posizione |
| ----------------- | --------- |
| Italia            | 21        |
| Classifica (1996) | Posizione |
| Canada            | 27        |
| Stati Uniti       | 51        |